# الدوري البلغاري الممتاز
الدوري البلغاري الممتاز (بالبلغارية:Професионална футболна група) هي الدرجة الممتازة لكرة القدم في بلغاريا، ويشارك في الدوري الممتاز 16 أندية. وتم تأسيسه في عام 1948.